# Liste alternative d'Autriche
La Liste alternative d'Autriche (en allemand : Alternative Liste Österreichs, ALÖ) est un ancien parti politique autrichien. Elle est, avec les Verts unis d'Autriche, l'un des deux partis à l'origine des Verts autrichiens.

## Histoire

### Fondation
La Liste alternative d'Autriche (ALÖ) fut fondée à l'automne 1982 comme mouvement de rassemblement d'activistes jeunes, de gauche et partisans de la démocratie participative, de personnes issues des milieux anti-nucléaires, tiers-mondistes, pacifistes et féministes, ainsi que des étudiants de gauche.
L'origine de l'ALÖ remonte à des mouvements tels que le Forum Alternatif qui mit sur pied en 1979, parallèlement à une conférence de l'ONU, un village écologiste sur la Jesuitenwiese. L'Initiative de politique communale (Kommunalpolitische Initiative) fut fondée à Vienne par le Forum alternatif et des groupes anti-nucléaires. Dans le même temps, Les Alternatives de Graz (Die Grazer Alternativen) étaient fondées à Graz. L'un des membres de ce mouvement, Peter Pritz, rédigea en 1980 des « Esquisses du mouvement alternatif », jetant les bases théoriques d'un rassemblement des mouvements écologistes.
Lors d'une rencontre alternative à Oftering le 21 mars 1982, ces mouvements décidèrent de lancer une liste alternative commune pour les élections législatives de 1983. Erich Kitzmüller, militant de Graz, rédigea alors le premier document programmatique du groupe.
Le 5 novembre 1982 eut finalement lieu la fondation de la Liste alternative d'Autriche, à Graz. Le mouvement n'avait alors pas de comité, mais un groupe de porte-paroles. Seules les sections régionales possédaient un seul porte-parole. Afin d'éviter toute personnalisation, les affiches ne devaient comporter ni noms, ni photos de personnes.
Les Alternatives de Graz se constituèrent en section régionale dès l'automne 1982. La Liste alternative de Vienne (ALW) se trouva, elle, rapidement en marge de ce processus. Composée essentiellement de trotskystes, d'anciens partisans du Parti communiste d'Autriche (KPÖ), de syndicalistes de gauche et d'écologistes fondamentalistes, l'ALW considérait l'ALÖ comme trop bourgeoise.

### Élections législatives de 1983
Lors des élections législatives, les dissensions entre l'ALÖ et l'ALW eurent pour conséquents le refus de la formation viennoise de se joindre aux listes de l'ALÖ. De plus, cette dernière dut faire face à la concurrence d'une seconde formation écologiste, également fondée en 1982, les Verts unis d'Autriche (VGÖ). L'ALÖ n'obtint d'ailleurs qu'un score modeste lors de ces élections, engrangeant 65 816 voix (1,36 % des suffrages exprimés), nettement moins que la VGÖ (93 798 voix et 1,9 %) L'ALÖ perdit alors beaucoup en importance.

### Prélude à l'organisation du mouvement politique écologiste
En 1984, Ali Gronner, Andreas Wabl et Doris Eisenriegler furent les trois premiers porte-paroles élus de l'ALÖ. Ils ne purent toutefois rien faire pour enrayer le déclin de l'ALÖ. Des alliances avec la VGÖ dans différentes provinces ne conduisirent pas non plus au succès escompté. Seule la liste commune présentée dans le Vorarlberg en octobre 1984 et menée par Kaspanaze Simma, connut un succès majeur en engrangeant, à la surprise générale, 13 % des voix.
Si le combat contre le projet de centrale nucléaire à Hainburg an der Donau fut une importante source de mobilisation pour le mouvement écologiste, ni l'ALÖ, ni le VGÖ ne purent prétendre à la paternité de ce succès. Aucun des deux partis ne joua en effet un rôle actif dans ce processus et ils ne parvinrent pas non plus à établir leur leadership sur les courants verts qui s'y étaient manifestés.
En vue des élections législatives de 1986, alors que la constitution d'un parti vert uni n'était pas encore en vue, les bases d'une liste parlementaire unitaire furent établies. Néanmoins, cette ouverture de l'ALÖ vers le VGÖ conduisit à une séparation du parti en deux ailes, l'aile modérée de l'ALÖ se rassembla alors au sein de l'Initiative citoyenne pour le Parlement (Bürgerinitiative Parlament, BIP), dont la première réunion eut lieu le 26 octobre 1985 à Salzbourg, et à laquelle de nombreux groupes verts locaux adhérèrent. L'aile gauche, menée par les Viennois, se rassembla quant à elle, au sein du Rassemblement vert-alternatif (Grün-Alternativen Sammlung, GRAS), fondé le 12 février 1986.

### Élections législatives de 1986
À la suite de la démission du chancelier Franz Vranitzky, en 1986, des élections législatives anticipées durent être convoquées. Les différents groupements verts se retrouvèrent obligés d'établir une liste commune pour les élections nationales. Les groupements écologistes modérés se rassemblèrent alors sous la direction de Freda Meissner-Blau et présentèrent une liste commune intitulée L'Alternative verte – Liste Freda Meissner-Blau. La majorité du GRAS présenta, elle, une liste intitulée La Liste verte alternative et démocratique. Cette dernière n'obtint que 6 005 voix (0,1 % des suffrages exprimés), tandis que L'Alternative verte – Liste Freda Meissner-Blau rassembla 234 028 voix, soit 4,8 %, et fit son entrée au Conseil national avec 8 sièges.
La voie fut alors ouverte à l'unification du mouvement politique écologiste autrichien, où de nombreux membres de l'aile modérée de l'ALÖ trouvèrent leur nouvelle patrie politique. En revanche, beaucoup de militants de son aile gauche, ne se reconnurent pas dans la nouvelle formation, rejetant notamment la personnalisation de la campagne électorale, et se retirèrent alors de la vie politique.

## Idéologie
Le premier programme électoral de l'ALÖ fut rédigé par Erich Kitzmüller. L'ALÖ se considérait comme un mouvement de la gauche alternative, respectant les principes fondamentaux de l'écologie, de la solidarité, de la démocratie participative et de la non-violence. L'ALÖ demandait la suppression de l'armée autrichienne, ainsi que l'instauration de salaires minimaux et maximaux. Dans le même temps, elle s'engageait pour la protection de l'environnement. Le principe de rotation devait par ailleurs empêcher que les mêmes personnes occupent trop longtemps les fonctions importantes.

## Résultats électoraux

### Élections législatives
| Année | Voix  | Mandats | Rang | Gouvernement        |
| ----- | ----- | ------- | ---- | ------------------- |
| 1983  | 1,4 % | 0 / 183 | 5e   | Extra-parlementaire |
| 1986a | 4,8 % | 8 / 183 | 4e   | Opposition          |

a En tant qu' "Alternative verte – Liste Freda Meissner-Blau", avec le VGÖ.

### Élections communales
- Élections communales de 1983 à Graz : 7,0 % des voix.
- Élections communales de 1983 à Vienne (ALW) : 2,5 % des voix.